# Polaris Blaj
Polaris - Alpin Speo Club a fost fondat  la 1 mai 1966 de Viorel Ludușan (Roru). Membrii clubului își propuneau descoperirea, explorarea, cartarea, protecția și popularizarea peșterilor din Munții Trascău și Munții Bihor.

## Membri
Nucleul Clubului a fost format din frații Ludușan (Nicolae, Viorel, Dorel, Teodor, Ioan si Mircea) la care s-au adăugat în timp Ovidiu și Gabriel Băcioiu, Ilie Sabău, Eugen si Dorin Cindrea, Eugen Sălăjan, Ștefan, Anca și Vasile Cucinski. Viorica Ludușan,  Martin Naghy, Florin Oprea, Sorin Sârbu, Aurora  Campeanu, Iosif Pop, Dumitrescu Mircea,  Mateica Simion, Ovidiu Micu, Cosmin Berghean, Ema Marcu, Radu Paulette, Sergiu Bacioiu... Clubul a fost  afiliat la Comisia Centrala de Speologie Sportivă in 1979.

## Peșteri descoperite
Au fost descoperite și explorate peste 400 de noi peșteri. Peștera Bisericuța, Peștera Dâmbău, Avenul Gemenele, Peștera din Valea Geoagiului, Peștera Calului, Peștera Poarta Zmeilor...

## Descoperiri în peșteri cunoscute
În Peștera Huda lui Papară Viorel Roru Ludușan  descoperă două sectoare fosile de peste 3 km lungime. Peștera are în prezent 5200 m dar mai sunt încă multe semne de întrebare. 
În Peștera Poarta lui Ionele se decoperă Galeria Superioară în care este amenajat traseul turistic actual.
În Peștera Pojarul Poliței, Viorel Roru Ludușan descoperă Galeria Polaris cea mai frumosă galerie din perla apuseninor.
În peștera Ghețarul de sub Zgurăști, Eugen Cindrea și Ștefan Kucinschi, împreună cu doi speologi cehi descoperă Galeria Cehilor și Galeria JP. Apoi Viorel Roru Ludușan descoperă Galeria Roru ridicând lungimea peșterii de la 700 m la peste 5 km. În zona nou descoperitâ se află cinci lacuri subterane din care Lacul Minunea Mununii este cel mai mare din România.
In Avenul din Șesuri, Viorel Roru Ludusan descoperă Galeria Șerban lungă de 230 m.
În Peștera Jgheabul lui Zalion, cea mai dificilă peșteră din România, într-o expediție la care au participat mai multe cluburi, Viorel Roru Ludușan descoperă, explorează și cartează singur 250 m de noi galerii. Coechipierii, din cauza epuizării, abandonaseră explorarea.

## Amenajari de peșteri
În 1986 Polaris ia inițiativa amenajării turistice a peșterii Huda lui Papară. Acțiunea începe în 1 august. Sunt prezenți Roru,Ioan, Mircea și Dana Ludușan, Eugen și Dodo Cindrea, Vasile Kucinschi, Naghy Martin, Florin Oprea. Sunt confecționate și montate 12 podețe metalice, doua scări și amenajate căteva sute de metri de poteci. Dupa 31 de zile se putea vizita în pantofi de stradă cea mai fantastică peșteră din Apuseni. Amenajarea a fost întretinută de membrii clubului câțiva ani după care a trecut în administrarea primariei Sălciua. Lipsa de pricepere a acestora a dus la degradarea treptată a amenajării, în final o viitură de proporții, a distrus complet amenajarea.
În Peștera Poarta lui Ionele, după descoperirea Galeriei Superiore, Viorel Roru Ludușan organizează amenajarea peșterii în scopuri turistice. Participă, pe langâ membrii clubului și speologi independenți. Lucrările se execută între 1 și 31 august 1989 simultan cu ultima mare explorare din Zgurăști. Este instalată o punte peste cascadele de travertin apoi o potecă de acces pe partea stangă până sub grohotișul de la gura peșterii.
Pe grohotiș se toarnă din beton o scară, cea mai grea operatiune. Betonul era adus de un trust de construcții gata amestecat, trebiua încărcat în ranițe militare și dus în spate pe panta de grogotiș. În peșteră s-au instalat scări de lemn la cele două săritori. După 1990 peștera este administrată de Clubul Sfinx din Gârda de Sus.

## Protecție
În 1983 Dorel Ludușan confecționează o poartă nouă pentru Pojarul Poliței. Poarta veche cedase și din Pojar diparuse deja un unicat, „Buzduganul”. O construcție solidă de 200 kg, facută din prăjini de foraj, a fost tranportată pe panta abruptă a Pojarului până la intrarea peșterii. Instalată și betonată, ea a protejat timp de 30 de ani peștera.

## Organizarea actuală
Dupa 1995 Ovidiu Băcioiu preia conducerea Clubului (Viorel Roru Ludușan se mută în Canada) și se orientează spre artă, fotografia subterană. Din 1998 si până în 2003, Polaris Blaj organizează festivalul național Speoarta . Nu este neglijată nici partea de protecție. Nicolae Ludușan afiliază o ramură a Polarisului la Universitatea 1 Decembrie - Alba Iulia și preia custodia peșterii Huda lui Papară. Centrul de Cercetări Geologice și Speologice de la Universitatea 1 Decembrie 1918 din Alba Iulia . Activitatea de explorare este continuata de Cosmin Berghean care reuseste sa adune in jurul lui pana in 2010 o noua echipa( Sergiu Bacioiu, Radu Paulette, Dan Boier...). Descoperiri remarcabile in Avenul Taul Morii, Avenul din Piatra Cetii, Pestera Hodobana se adauga suceselor in arta fotografica subterana. 

## Speoarta
Este un festival concurs de artă, fotografie și film, care se organizează anual de Federația Română de Speologie și un club gazdă.